# Лафф, Джон Николас
Джон Николас Лафф (англ. John Nicholas Luff; 16 ноября 1860 — 23 августа 1938) из Нью-Йорка — один из выдающихся филателистов конца XIX — начала XX вв., известен тем, что одним из первых применил научные методы в изучении почтовых марок. В его честь названа награда имени Лаффа Американского филателистического общества.

## Деятельность в области филателии
В 1890 году Джон Лафф серьёзно увлекся филателией и вступил в Тихоокеанское филателистическое общество (Pacific Philatelic Society) в Сан-Франциско (штат Калифорния). В 1893 году он переехал в Нью-Йорк, намереваясь стать филателистическим дилером, а в следующем году устроился на работу в компанию Scott Stamp & Coin Company, которая в то время была одним из крупнейших в мире филателистических дилеров. В компании «Скотт» он возглавлял отдел одобрений, редактировал «American Journal of Philately» («Американский журнал филателии») и был одним из редакторов каталога «Скотт».
В 1896 году он помог основать Клуб коллекционеров Нью-Йорка и впоследствии в течение нескольких лет был его президентом.
В 1903 году он стал президентом компании «Скотт», но в 1905 году перешёл в компанию Stanley Gibbons, вскоре после этого вернувшись обратно в компанию «Скотт», где и оставался до конца своей жизни.
Лафф стал, пожалуй, самым плодовитым филателистическим автором своего времени, его работы варьируются от учебного пособия «What Philately Teaches Us» («Чему нас учит филателия») (1899) до классического справочника «The Postage Stamps of the United States» («Почтовые марки США») (1902) и многочисленных статей в журналах «American Journal of Philately» и «Mekeel’s Weekly Stamp News».
Помимо создания коллекции почтовых марок США, получившей золотую медаль на Парижской выставке 1900 года, Лафф также собирал почтовые марки Великобритании, Шанхая, Гавайев, Японии и Китая. Но самой важной его коллекцией была справочная коллекция, которую он использовал в качестве основы для сравнения при экспертизе марок в компании «Скотт». Он продал коллекцию компании «Скотт» при уходе из компании в 1905 году; позднее коллекция была передана в дар Филателистическому фонду, где она в основном и находится по сей день и используется по состоянию на 2003 год.
Лафф был президентом Американского филателистического общества с 1907 года по 1909 год. В 1913 году Лафф был одним из 10 членов жюри, участвовавших в Панамо-Тихоокеанской выставке, проведённой в Сан-Франциско (штат Калифорния). На выставке также присутствовали шесть других членов жюри из США. В 1941 году он был удостоен чести быть включённым в Зал славы Американского филателистического общества.

## Справочная коллекция Лаффа
Замечательная коллекция почтовых марок мира, принадлежащая Лаффу, подробно описана в оранжевом томе книжной серии The Stamp Specialist.

## Книги
- «What Philately Teaches Us» («Чему нас учит филателия») (1899 г.) Издательство: Scott Stamp Co.
- «The Postage Stamps of the United States» («Почтовые марки США») (1902 г.) Издательство: Scott Stamp & Coin Co.
- «A Reference List of the Stamps of Panama» («Справочный список почтовых марок Панамы») (1905 г.)